# 얼리샤 배닛
얼리샤 배닛(Alicia Banit, 1990년 9월 5일 ~ )은 오스트레일리아의 배우, 댄서이다.

## 출연 작품
- 댄스 아카데미 시즌3 (2013)
- 댄스 아카데미 시즌2 (2012)
- 댄스 아카데미 시즌1 (2010)